# 春熙路

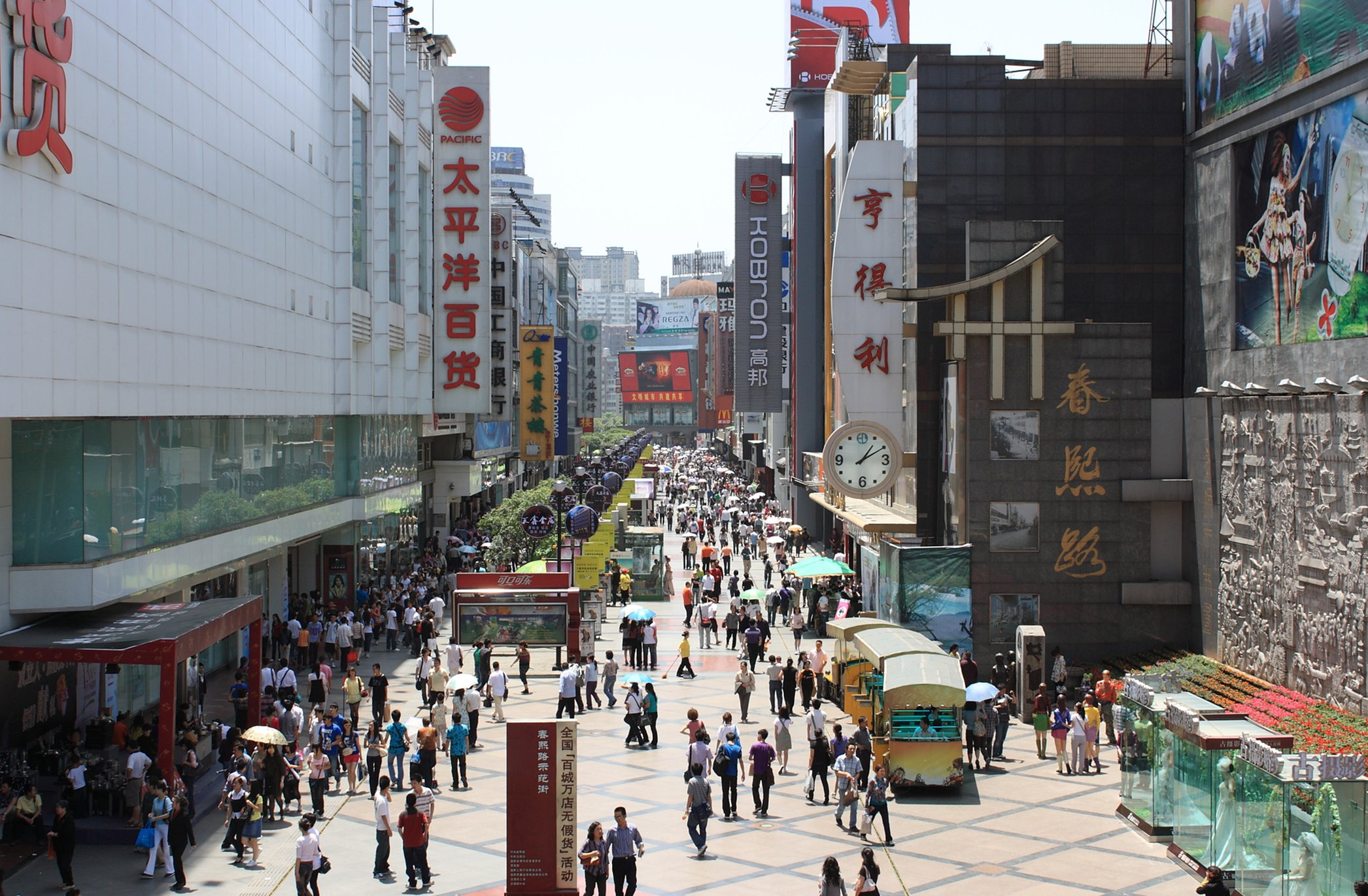
从总府路上的天桥望春熙路

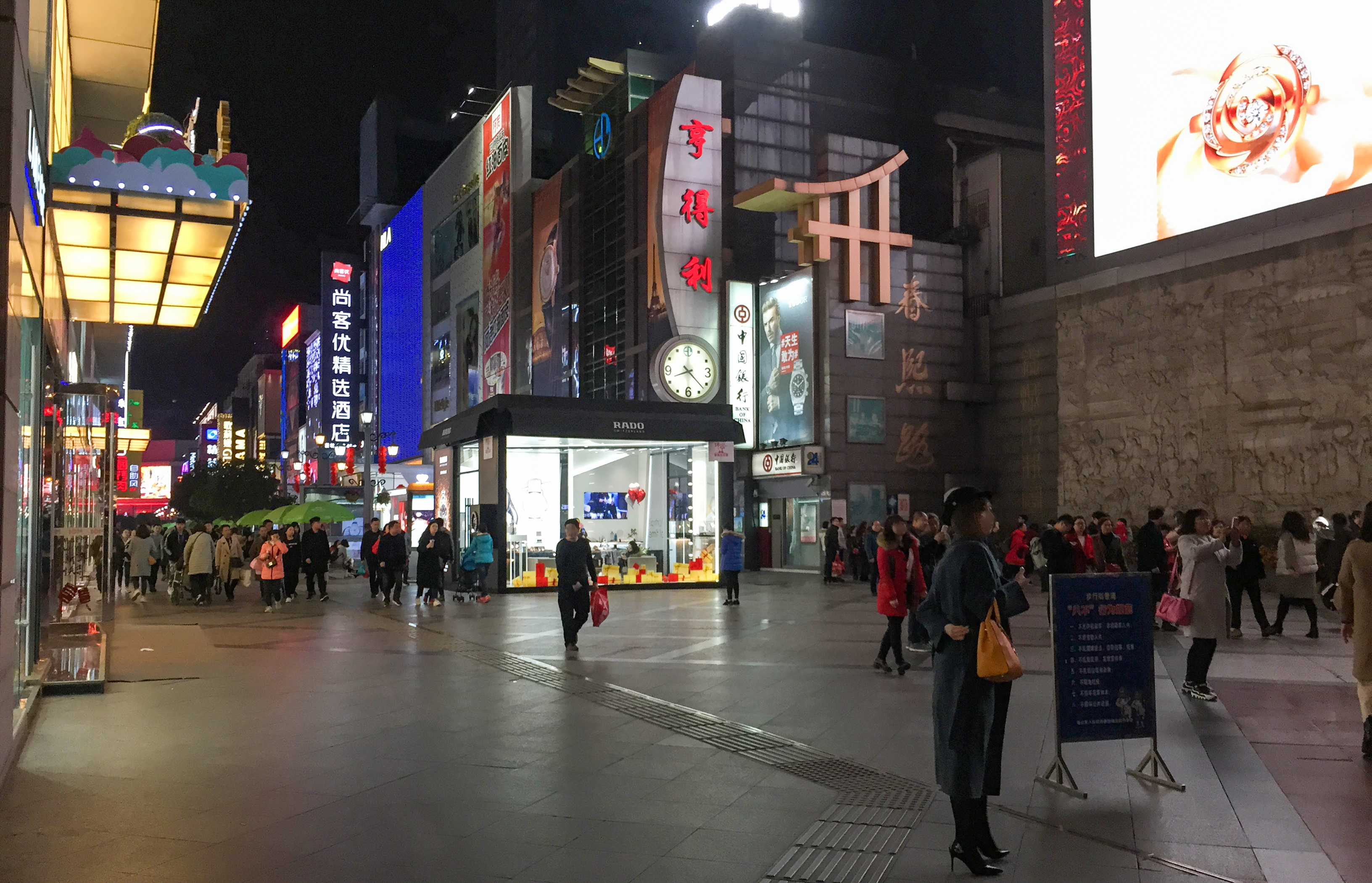
春熙路夜景

春熙路，是成都最繁华的商业街，也是中国大陆最知名的商业街之一，由春熙东路、春熙西路、春熙南路、春熙北路四条步行街组成。春熙路廣義上也指由它为中心發展成的春熙路商圈，商圈指总府路以南、上东大街以北、红星路以西、盐市口以东约0.4平方公里的地区，是成都老城区三大商圈之一。

## 地理
雖然有“百年春熙”一说，但春熙路由军阀杨森于1924年建成。春熙路本打算修成直线，但当时的总府街馥记药房老板郑少馥是法国领事馆的翻译，并借此拒不拆迁，杨森也只好妥协。所以在中山广场处，春熙东路和春熙西路，春熙南路和春熙北路都相互错开。最初，春熙路因杨森头衔“森威将军”而命名为“森威路”，后取老子《道德经》中：“众人熙熙，若享太牢，若春登台”的典故，改名为春熙路。
中山广场中央于1927年放有孙中山铜像而得名，广场面积近10亩。
当地人口中的春熙路并不只指名称中有“春熙”二字的街道，通常指如下街道:
春熙北路、春熙南路、春熙东路、春熙西路、正科甲巷、小科甲巷、暑袜北街、暑袜中街、北新街、中新街、荔枝巷、青年路、横九龙巷、城守街、联升巷
此外还包括红星路三段隧道上方的步行街。

## 商业

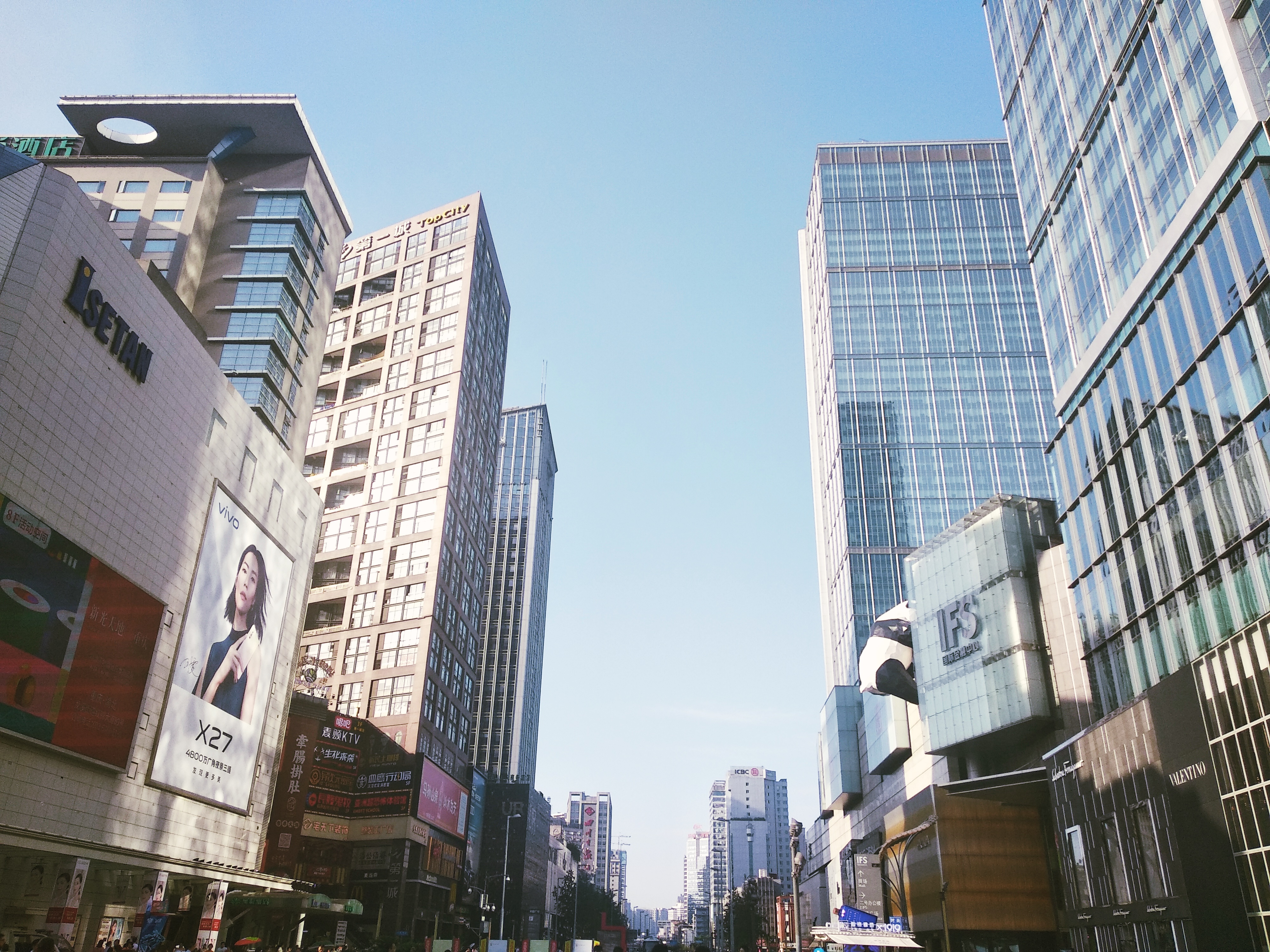
位於春熙路商圈內（红星路三段）的成都国际金融中心

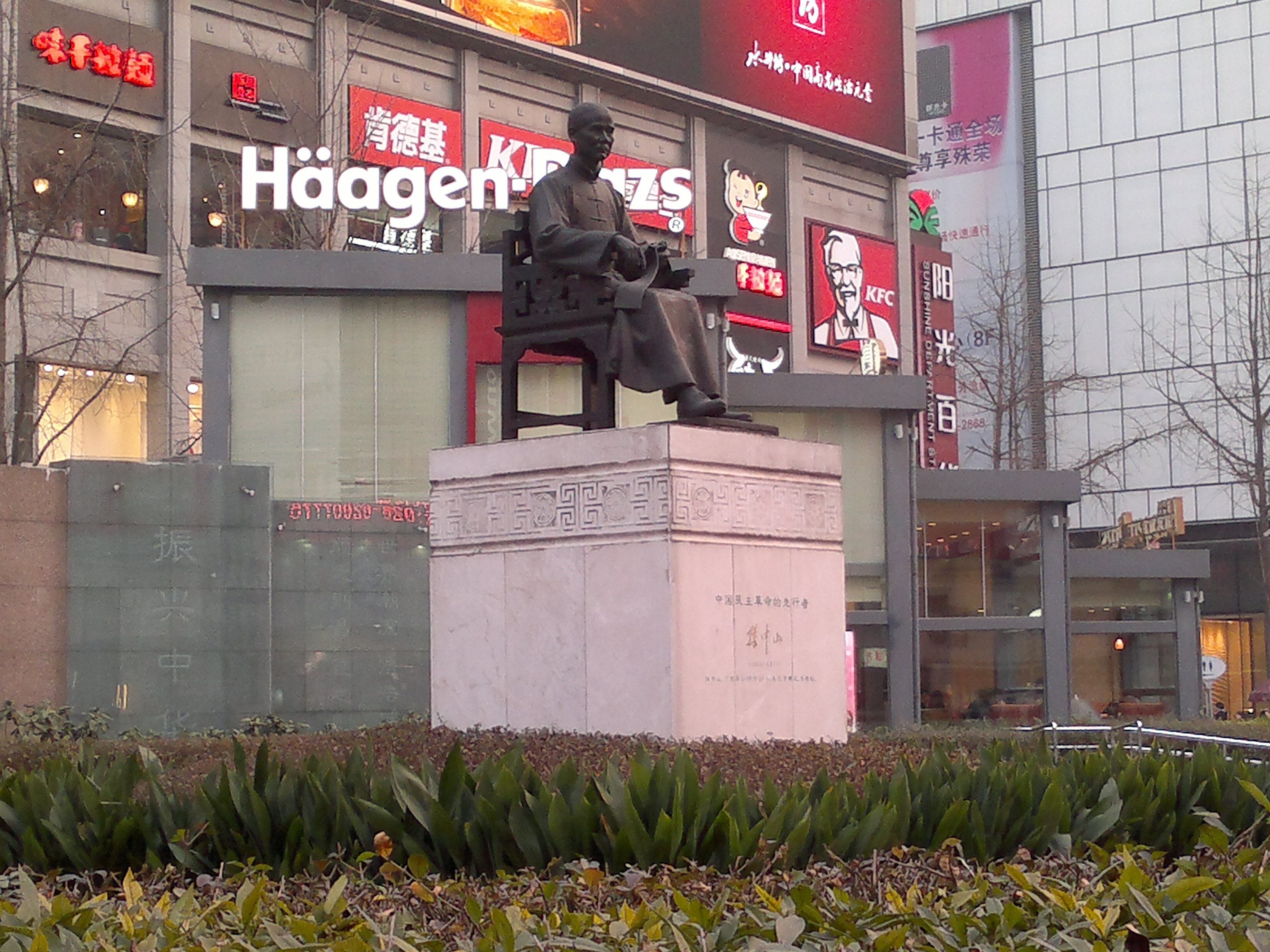
中山广场孙中山座像

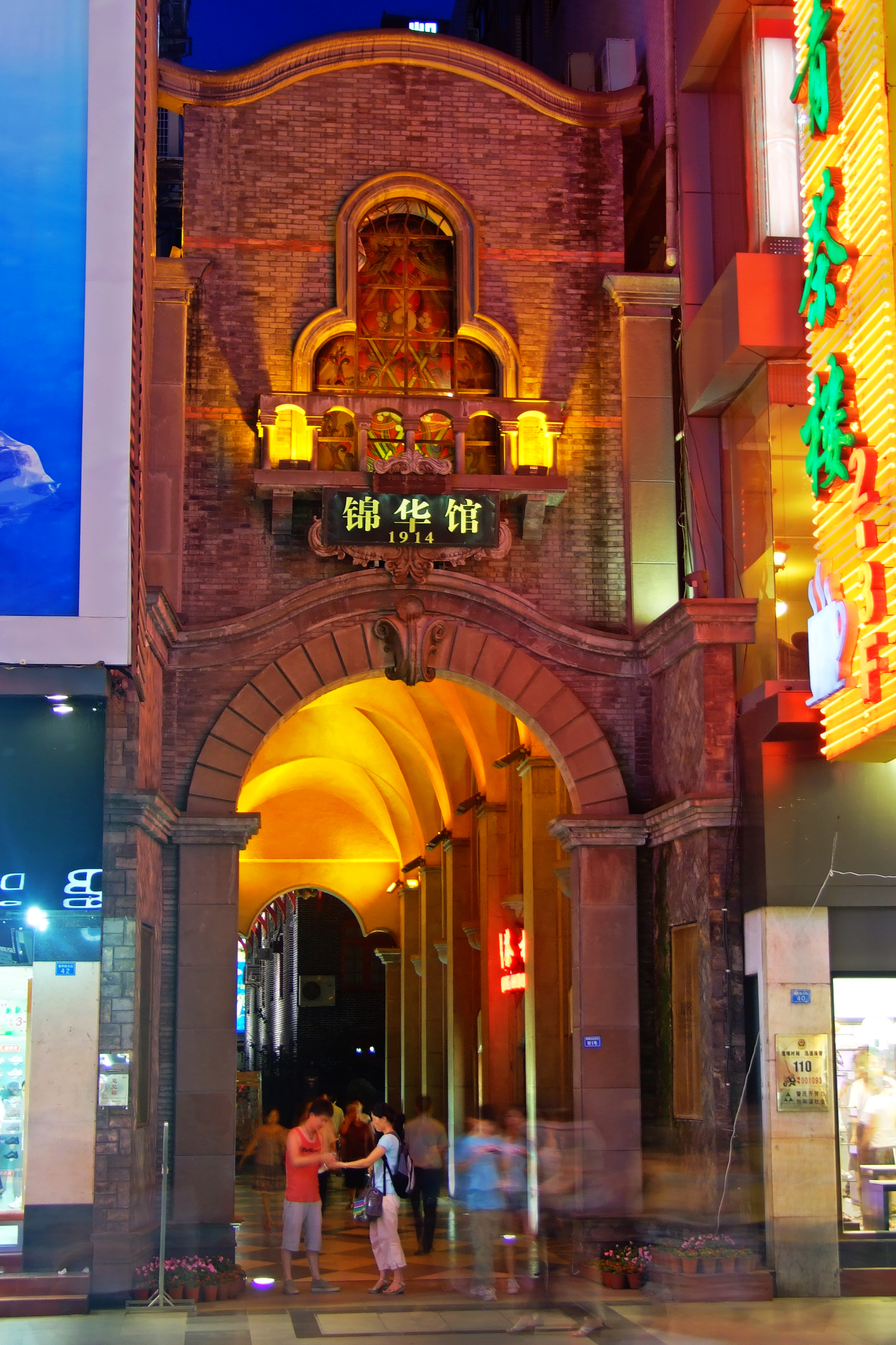
春熙路锦华馆入口

春熙路汇集了众多品牌的各类专卖店、以及拥有众多的中华老字号商场，是外地游客和本地白领偏爱的购物地点。春熙路商圈中也不乏大型商场、酒店等。
众多属于中华老字号的成都名小吃：钟水饺、赖汤圆、夫妻肺片、韩包子、龙抄手都聚集在春熙路上，同时也聚集了诸如麦当劳、肯德基、必胜客、哈根达斯等快餐店和众多咖啡厅等。。
中华老字号
- 亨得利钟表店
- 精益眼镜行
- 胡开文文具店
- 凤祥楼（珠宝店）
- 成都同仁堂（药店）

大型购物商城
- 太平洋崇光百貨
- 伊藤洋华堂（已结业）
- 伊势丹百货（已结业）
- 王府井百货
- 第一城商业广场
- Novo百货
- YY胜道百货
- 乐森购物中心
- 西武百货（已结业，原址改为乐森购物中心）
- 群光百货

星级酒店/宾馆
- 总府皇冠假日酒店（总府街）
- 四川宾馆
- 新良大酒店
- 紫薇酒店
- 凯悦酒店
- 连锁经济酒店

## 历史

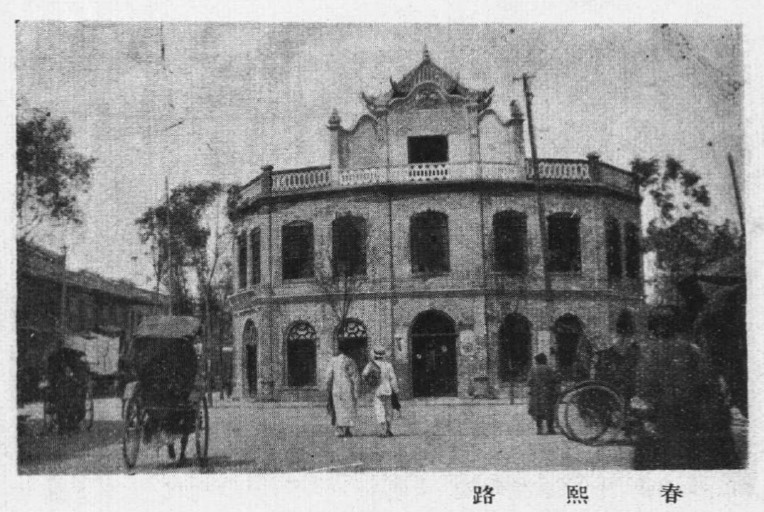
民國24年前之春熙路

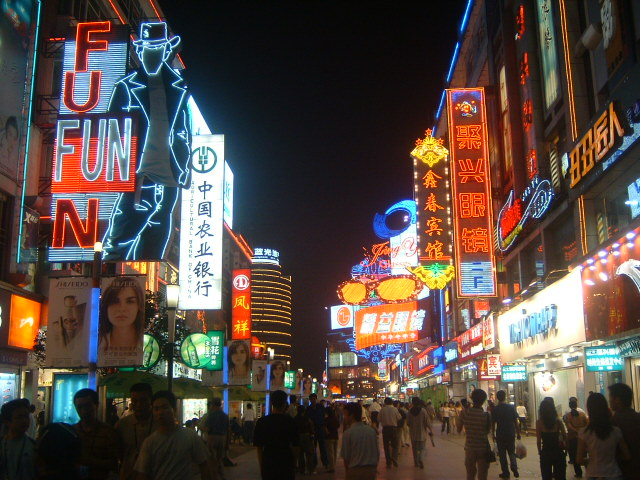
2004年的春熙路

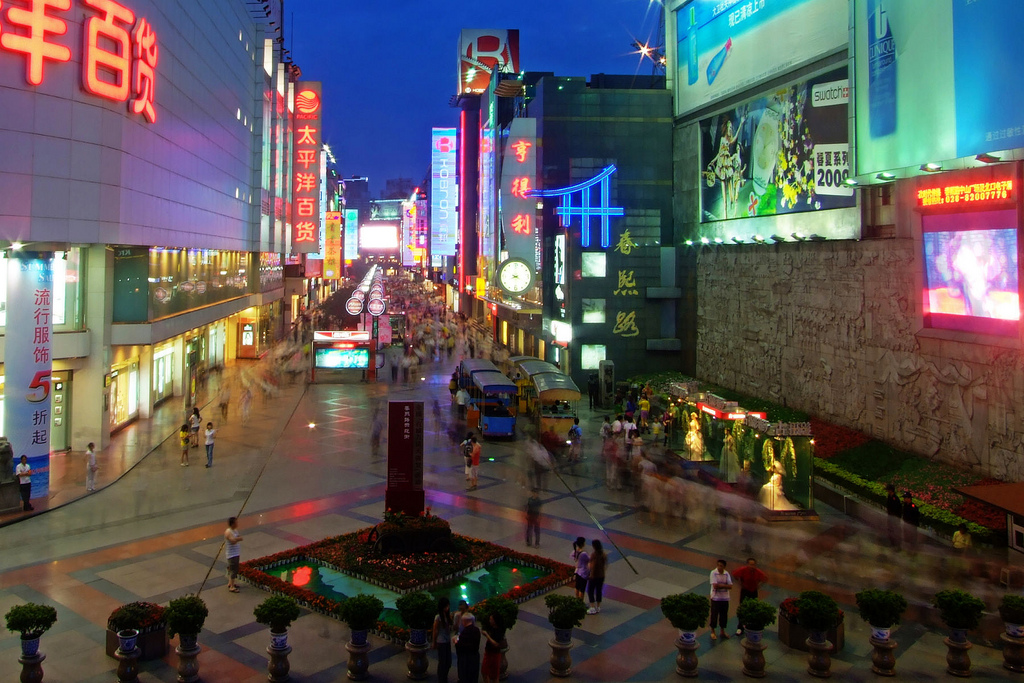
2006年的春熙路

### 背景及拆迁
清朝时，成都东大街有“蜀中第一街”之称，十分繁华。1909年（清宣统元年）三月初三，总府街口以经营洋货为主的“劝业场”正式开场，并迅速成为成都的重要商业中心。
1924年5月26日，杨森攻入成都，并成为“四川督理”，准备施行“新政”，而修马路被視為“新政”要点。有人提出，市民从东大街去劝业场，要经过很长的羊肠小道，十分不便。小道一旁，是清代的按察使衙门，清亡后，衙门废置，在空地上出现了胡乱搭建而成的店铺。杨森于是下令，将衙门和沿街店铺拆除，从东大街到劝业场之间修建一条南北向的马路。
这之后杨森派出大批士兵强行拆遷，老成都著名的“五老七贤”出面请杨森缓建，却未能如愿。但总府街馥记药房却因同洋人的关系，成为了唯一没有被清拆的建筑，并影响了春熙路的走向。

### 民国时期
马路修建成功后，杨森请前清举人江子渔为马路取名。江子渔为讨好杨森，给这新马路命名为“森威路”，但不久，杨森在他发起的同川东军阀刘湘的混战中失利，逃出四川。江子渔又建议取《道德经》中句子将“森威路”改为“春熙路”，暗指此处为繁华商业的区域。
春熙路分东西南北四段，杨森在顾问的建议下，在十字路口处辟了一个街心花园，并在中设立“春熙路建路纪念碑”。1927年，北伐运动开始后，四川宣布拥护国民政府，并在纪念碑上塑造了孙中山先生的站立铜像。1943年，因雕像形象失真，成都市长请人重塑了手持书卷的孙中山坐像，并保留至今。

### 文革时期
“破四旧”运动开始后，1966年8月24日，春熙路被改为“反帝路”，由于其在成都的特殊地位，这里成为了成都红卫兵活动的主要地点。春熙路上的所有“封建主义、资本主义”色彩的店名都被改，譬如：“张鸭子”被改为“支农饭店”；“夫妻肺片”被改为“创新饮食部”；“新上海照象馆”被改为“红卫相馆”；“赖汤元”被改为“成都汤元”等。
文革后期，政局趋于安定，由于商品奇缺，春熙路失去了往日的繁华。毛主席画像和语录占据春熙路上的商店橱窗，但几乎所有日常生活用品，都须凭票证购买。

### 改革开放之后
春熙路逐渐恢复了往日的繁华，1992年9月12日，“春熙路夜市”首次开张。1993年，太平洋百货春熙店落户春熙路，是最早进入成都的外资百货。2001年4月24日，“春熙路夜市”取消，并开始了大规模的改造。

## 交通
- 成都地铁2号线、3号线春熙路站

## 相关事件
- 2005年中国反日游行
- 2020年4月6日13时25分，一男子在凤祥楼持刀毁坏财物，被警察發現後該男子持刀拒捕袭警，13时29分，警察開槍將該男子击伤并控制，隨後將其送医救治[4]。